# Ctenochira caucasica
Ctenochira caucasica là một loài tò vò trong họ Ichneumonidae.